# 黄花珀菊
黄花珀菊（学名：Amberboa turanica）是菊科珀菊属的植物。分布在俄罗斯、欧洲以及中国大陆的新疆等地，生长于海拔400米的地区，见于荒地、农田、沙地以及休闲地，目前尚未由人工引种栽培。